# Barbarians of Lemuria
Barbarians of Lemuria est un jeu de rôle sur table de fantasy écrit par l'auteur britannique Simon Washbourne et publié en 2008. Il émule le genre de la sword and sorcery.

## Univers
L'univers du jeu, la Lémurie, se situe dans un futur lointain où, à la suite d'un cataclysme, le monde est revenu à un niveau technologique globalement similaire à celui du Moyen Âge. Le monde est couvert par une nature sauvage dont émergent des royaumes et quelques villes puissantes. La faune s'inspire parfois des dinosaures et des animaux préhistoriques. La magie existe, mais elle n'est pratiquée que par des sorciers spécialisés. Les religions de Lémurie se fondent sur le culte des Vingt Dieux, auxquels s'ajoutent des démons et autres puissances malveillantes. La technologie est globalement peu développée, à l'exception d'une cité qui maîtrise les principes de fabrication de vaisseaux volants.
Outre les humains, plusieurs espèces intelligentes peuplent les Lémurie : les Céruléens (géants nomades à la peau bleutée), les Grooth (anthropopithèques des jungles au niveau technologique préhistorique), les Hommes-oiseaux (à ailes et serres de rapace), les Kalukans (eunuques sans tête ayant un œil unique sur la poitrine), les Morgal (vampires), les Rois-sorciers (puissantes liches) et les Slorth (serpents à tête humaine). 
L'histoire de la Lémurie se fonde sur l'affrontement entre l'humanité et les Rois-Sorciers, de puissants sorciers qui tentèrent à plusieurs reprises de devenir les maîtres du monde. Leur première tentative libéra une divinité maléfique, Hadron, dieu du Néant, qui provoqua un cataclysme et une ère glaciaire. Hadron fut finalement vaincu par le héros Hrangarth à l'aide de l'Orbelame, une puissante épée magique. Les Rois-Sorciers, longtemps repliés dans des antres cachés, finirent par en sortir pour une seconde tentative. Ils asservirent toutes les cités humaines à l'exception d'une seule, qui parvint finalement à les vaincre. L'époque de jeu se situe quelque temps après cette seconde victoire, alors que l'humanité se remet de ses souffrances et reprend sa lente expansion sur l'ensemble du continent.

### Personnages
Les rôlistes incarnent des héros et des héroïnes stéréotypés de sword and sorcery assoiffés d'aventure, de gloire et de trésors, parfois en marge de la légalité. Ils peuvent pratiquer la magie, mais en général à faible puissance : les sorciers les plus puissants sont bien plutôt leurs adversaires.

## Système de jeu
Un personnage est défini par quatre attributs (vigueur, agilité, esprit et aura) et quatre attributs de combat (initiative, mêlée, tir, défense), tous notés sur 5. Il possède également des carrières, qui représentent un savoir spécialisé lié à un métier (Assassin, Barbare, Chasseur, Danseur, Fermier, Forgeron, Marin, etc.) ; elles sont également notées sur 5. La santé d'un personnage est représentée par des points de vitalité. 
Des avantages et désavantages représentent soit des traits de caractère (Impétueux, Taciturne…), soit une origine sociale ou géographique (Amis haut placés, Gamin des rues, Montagnard…), soit un talent ou un savoir particulier (Doigts de fée, Érudit, Roi de l'évasion…). Ils procurent des bonus ou des malus au personnage dans les situations où ils ont une importance.
Un jet d'action se fait en lançant deux dés à six faces et en y ajoutant un attribut et, éventuellement, une carrière appropriée à l'action. La somme de l'ensemble doit être égale ou supérieure à 9 pour que l'action soit réussie. Un double 1 signifie un échec catastrophique, tandis qu'un double 6 est synonyme de succès phénoménal. 
Un personnage peut parfois recevoir un dé de bonus : dans ce cas, la personne qui l'incarne lance trois dés au lieu de deux, et garde les deux meilleurs résultats. À l'inverse, un dé de malus signifie qu'il faut lancer trois dés mais garder les deux pires résultats.
Au début de chaque aventure, les personnages possèdent chacun 5 points d'héroïsme qu'ils peuvent dépenser pour accomplir diverses actions exceptionnelles : infliger plus de dégâts en combat, massacrer la piétaille, survivre alors qu'ils devraient avoir subi un coup fatal, ou encore ajouter à la scène un détail susceptible de les aider.
L'alchimie, mise en œuvre à l'aide de points de création qui correspondent au niveau du personnage dans la carrière Alchimiste, permet de concevoir des potions et des inventions.
La sorcellerie utilise des points de pouvoir : un personnage en possède 10 + son rang dans la carrière Sorcier. Dépenser ces points et respecter diverses conditions d'incantation plus ou moins contraignantes (ex. voir sa cible, lancer le sort à une certaine heure, sacrifier un animal, perdre des points de vitalité…) permet de lancer un sort. Les sorts sont classés en trois cercles de puissance croissante.
Les personnages non-joueurs sont plus ou moins détaillés selon leur importance dans un scénario. La Piétaille représente une masse de figurants anonymes que les héros protègent ou terrassent par dizaines dans les scènes d'action. Les Coriaces sont des seconds rôles un peu plus retors, tandis que les Rivaux incarnent les principaux personnages et peuvent être les pires adversaires des PJ. Un Rival dispose de Points de vilenie, qui fonctionnent sur le même principe que les points d'héroïsme, mais pour accomplir des actions fourbes.

## Historique

### Édition amateur
Le jeu a d'abord été publié de façon amateur — et mis à disposition gratuitement — par son auteur, Simon Washbourne, en 2004 ; il se basait sur l'univers du cycle de romans Thongor de l'écrivain Lin Carter. L'auteur n'ayant pas obtenu les droits sur cette œuvre — en vue de publier la version professionnelle du jeu —, il a alors proposé un univers original pour cette dernière.

### Première édition
La première édition professionnelle et britannique du jeu est publiée aux éditions Beyond Belief Games en 2008. Elle fait l'objet d'une traduction française par Alexandre Jeannette aux éditions Les Livres de l'Ours en 2009, sous la forme d'un livre de 90 pages à intérieur en noir et blanc, avec des illustrations différentes conçues par Le Grümph.

### Deuxième édition (édition ‟Mythic”)
Une deuxième édition britannique, baptisée ‟ Mythic Edition”, paraît, toujours chez Beyond Belief Games, en 2015. Elle fait l'objet d'une adaptation française par Vincent Basset qui paraît chez Ludospherik en 2016, sous la forme d'un livre A4 de 214 pages à couverture souple et à intérieur en noir et blanc. Cette version française comprend une maquette et des illustrations différentes conçues par Emmanuel Roudier et Peter Frain. Elle intègre les errata de la deuxième édition britannique, n'inclut pas les personnages prêts à jouer mais contient des scénarios originaux et des règles de bataille rangée et de combat naval,. 
Par la suite, cette version française donne lieu à la publication de plusieurs suppléments de création française :
- Chroniques lémuriennes (recueil de scénarios accompagné par un écran de meneur de jeu en trois volets au format A4 horizontal et une carte de la Lémurie au format A2), 2017
- Chroniques lémuriennes 2 : Le Dieu voilé (campagne), 2020
- Chroniques lémuriennes 3 (recueil de scénarios), 2023

## Accueil critique

### Première édition
Dans Jeu de rôle magazine n°7, William Blanc apprécie l'aspect instinctif du système de jeu, l'univers très réussi, le caractère attrayant et le ton léger de l'ensemble, ainsi que son prix bon marché.

### Deuxième édition
Dans Casus Belli, Slawick Charlier apprécie la « tournure plus professionnelle » prise par la deuxième édition. Il est convaincu par le système « simple mais pas simpliste », par le caractère évocateur des textes et des illustrations, par le bestiaire qui évite les clichés de la fantasy, et par la reprise réussie des ambiances à la Conan, mais sous une forme plus accessible que la plupart des jeux de sword and sorcery alors disponibles. Il déplore cependant le côté « Conan sans Conan » de l'univers et les stéréotypes de la sword and sorcery « typiques du genre, mais quand même un peu dérangeants de nos jours ».
Le magazine en ligne Le Fix livre un avis très favorable sur cette deuxième édition. L'article apprécie l'approfondissement de l'univers de la Lémurie (qui s'éloigne peu à peu des romans de Lin Carter dont il s'inspirait au départ pour gagner en personnalité), la qualité des illustrations d'Emmanuel Roudier et le rapport qualité/prix.
Chroniques lémuriennes reçoit en 2017 une critique favorable de Cyril Rolland dans Casus Belli, qui en apprécie les textes immersifs, les illustrations et l'aspect pratique de l'écran de MJ.
La campagne Le Dieu voilé, parue en 2020, donne lieu à une critique favorable dans Jeu de rôle magazine, où Guihatt en apprécie la structure bien pensée et la cohérence, ainsi que la possibilité pour les personnages joueurs d'obtenir les informations de plusieurs manières, ce qui évite les blocages. Il apprécie également la cohérence éditoriale pour une campagne écrite à plusieurs mains, et les illustrations.